# Przygotowanie zawodowe
Przygotowanie zawodowe – jeden z instrumentów aktywizacji zawodowej osób bezrobotnych, zdobywanie nowych kwalifikacji lub umiejętności zawodowych przez praktyczne wykonywanie zadań zawodowych na stanowisku pracy, według ustalonego programu pomiędzy urzędem pracy, pracodawcą i bezrobotnym, bez nawiązania stosunku pracy.
Przygotowanie zawodowe ma na celu ułatwienie ponownego wejścia na rynek pracy osobom, które utraciły pracę i mają niskie lub nieaktualne kwalifikacje zawodowe.
Okres odbywania przygotowania zawodowego wynosi:
od 3 do 6 miesięcy – przyuczenie do pracy,
od 12 do 18 miesięcy – praktyczna nauka zawodu
Na przygotowanie zawodowe skierować można osoby:
- bezrobotne
- poszukujące pracy które otrzymują świadczenia socjalne przysługujące na urlopie górniczym lub górniczy zasiłek socjalny, określone w odrębnych przepisach; uczestniczą w zajęciach w Centrum Integracji Społecznej lub indywidualnym programie integracji, o którym mowa w przepisach pomocy społecznej; są żołnierzami rezerwy; pobierają rentę szkoleniową.

## Źródła
- Ustawa z dnia 20 kwietnia 2004 r. o promocji zatrudnienia i instytucjach rynku pracy (Dz.U. z 2022 r. poz. 690) (zastapiona ustawą z dnia 20 marca 2025 r. o rynku pracy i służbach zatrudnienia (Dz.U. z 2025 r. poz. 620)),
- Rozporządzenie Ministra Gospodarki i Pracy